# Díaz Rock
Der Díaz Rock (in Chile Islote Díaz Martínez) ist die größte mehrerer Klippen unmittelbar nördlich des westlichen Endes der Astrolabe-Insel in der Bransfieldstraße vor der Nordküste der Trinity-Halbinsel im Norden der Antarktischen Halbinsel.
Die Benennung erfolgte 1947 durch Teilnehmer der 2. Chilenischen Antarktisexpedition (1947–1948). Namensgeber ist Unterleutnant Joaquín Díaz Martínez, ein Teilnehmer an dieser Forschungsreise. Das UK Antarctic Place-Names Committee übertrug die chilenische Benennung am 31. August 1961 ins Englische.